# Łabuniszta
Łabuniszta (mac. Лабуништа) – wieś w Macedonii Północnej, w gminie Struga.